# Achain
Achain település Franciaországban, Moselle megyében. Lakosainak száma 79 fő (2022. január 1.). Achain Baronville, Bellange, Destry, Haboudange, Marthille, Morhange és Pévange községekkel határos.

## Népesség
A település népességének változása:
| Lakosok száma | 97   | 79   | 95   | 94   | 83   | 86   | 82   | 79   | 79   | 79   |
|               | 1968 | 1982 | 1990 | 2006 | 2013 | 2015 | 2017 | 2019 | 2020 | 2022 |